# Флаг Фландрии
Флаг Фландрии (нидерл. Vlag van Vlaanderen) или Фламандский Лев (нидерл. Vlaamse Leeuw) — флаг Графства Фландрия. С момента исчезновения графства, флаг используется официально или неофициально различными образованиями, организациями или населением во Фламандском регионе в Бельгии, во Французской Фландрии и Па-де-Кале во Франции, и в Зеландской Фландрии в Нидерландах.

## Описание
Это флаг с изображением чёрного льва на жёлтом фоне, с белой окантовкой и красными когтями и языком.
| Цвет | Белый         | Жёлтый      | Серый      | Красный   |
| ---- | ------------- | ----------- | ---------- | --------- |
| RGB  | 255, 255, 255 | 255, 204, 0 | 29, 29, 29 | 170, 0, 0 |
| HTML | #FFFFFF       | #ffcc00     | #1d1d1d    | #aa0000   |

| Цвет | Красный   | Красный     | Серый      | Чёрный  |
| ---- | --------- | ----------- | ---------- | ------- |
| RGB  | 138, 0, 0 | 202, 93, 93 | 15, 15, 15 | 0, 0, 0 |
| HTML | #8a0000   | #ca5d5d     | #0f0f0f    | #000000 |

| Цвет | Серый      |
| ---- | ---------- |
| RGB  | 77, 77, 77 |
| HTML | #4d4d4d    |

### Первый флаг Фландрии
На первом флаге Фландрии, который использовали во время Третьего крестового похода, был изображён зеленый крест.

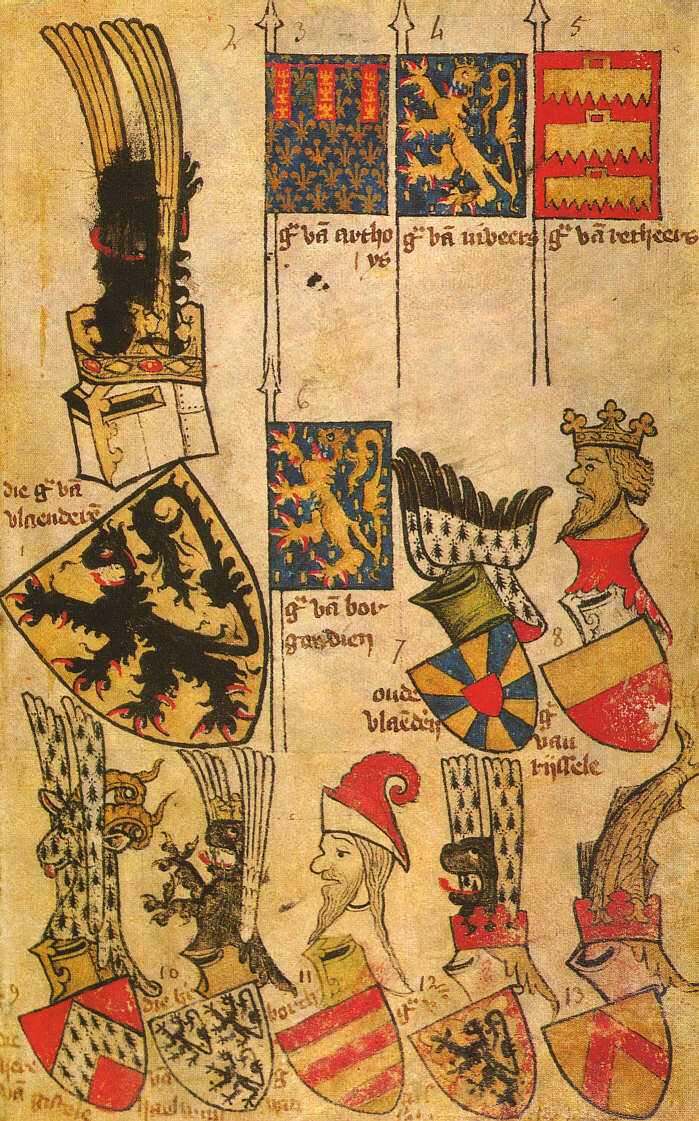
Герб Фландрии в Гельрском Гербовнике

| Цвет | Белый         | Зелёный    |
| ---- | ------------- | ---------- |
| RGB  | 255, 255, 255 | 0, 132, 36 |
| HTML | #ffffff       | #008424    |

## История
Создание флага и герба со львом обычно приписывается графу Фландрии Филиппу Эльзасскому, который, вернувшись из крестового похода в 1178 году, был атакован королем Албании Нобилионом, которого он убил и взял его герб, чтобы использовать его как свой собственный. По другой версии, герб английского происхождения и является символом превосходства христианских рыцарей.
Первый Фламандский Лев был черным, а также находился на желтом поле. На изображениях 13 века язык и когти льва не всегда были червлёными как сейчас — обычно их рисовали чёрными. В Вейнбергенском Гербовнике, датируемым концом 13 века, можно найти герб с изображением Фламандского Льва. В гербовнике лев полностью чёрный. Во второй половине 15 века герольд Клас Хейненсон работал над знаменитым Гельрским Гербовником, в который он поместил герб Фландрии, а также герб графа Фландрии Людовика II. Два идентичных герба графа и его графства изображают льва с червлёными языком и когтями, хотя в Вейнбергенском Гербовнике они были чёрными, как и сам лев. Возможно, что цвета изменились со временем, но не исключено также то, что Вейнбергенский Гербовник был неточным и что граф Филипп Эльзасский с самого начала носил червлёные акценты в своем гербе.
Современное изображение фламандского льва было вдохновлено изображением руки неизвестного герольда в книге 1560-1570 годов.

## Современное использование

### Бельгия

#### Бельгийская Фландрия
Один из вариантов фламандского флага используется в качестве официального флага Фламандского региона и фламандского сообщества в Бельгии. Флаг был принят культурным советом нидерландского сообщества в 1973 году, а затем, в 1985 году, его преемником — фламандским парламентом. В 1990 году был принят официальный герб Бельгийской Фландрии, на котором изображён такой же лев, как и на флаге.
Официальные флаги не всегда соответствуют официальному дизайну, как, например, флаг, поднятый перед ратушей Нерпельта.
Согласно конституции Бельгии, фламандский флаг всегда должен висеть на крупных административных зданиях министерств Фламандского сообщества и фламандских государственных и научных учреждениях. Фламандский флаг почти всегда поднимается на лоцманских судах и буксирах, управляемых фламандской администрацией. Кроме того, нет законодательства о правильном использовании флага среди простых жителей, и каждый гражданин может повесить флаг тогда, когда захочет.
Лев, изображённый на флаге, также встречается на некоторых гербах городов Фламандского региона, в то время как другие используют львов в более старых стилях (например, как у Фламандского Графства).
| Цвет | Белый         | Жёлтый       | Чёрный  | Красный   |
| ---- | ------------- | ------------ | ------- | --------- |
| RGB  | 255, 255, 255 | 254, 234, 40 | 0, 0, 0 | 255, 0, 0 |
| HTML | #FFFFFF       | #FEEA28      | #000000 | #ff0000   |

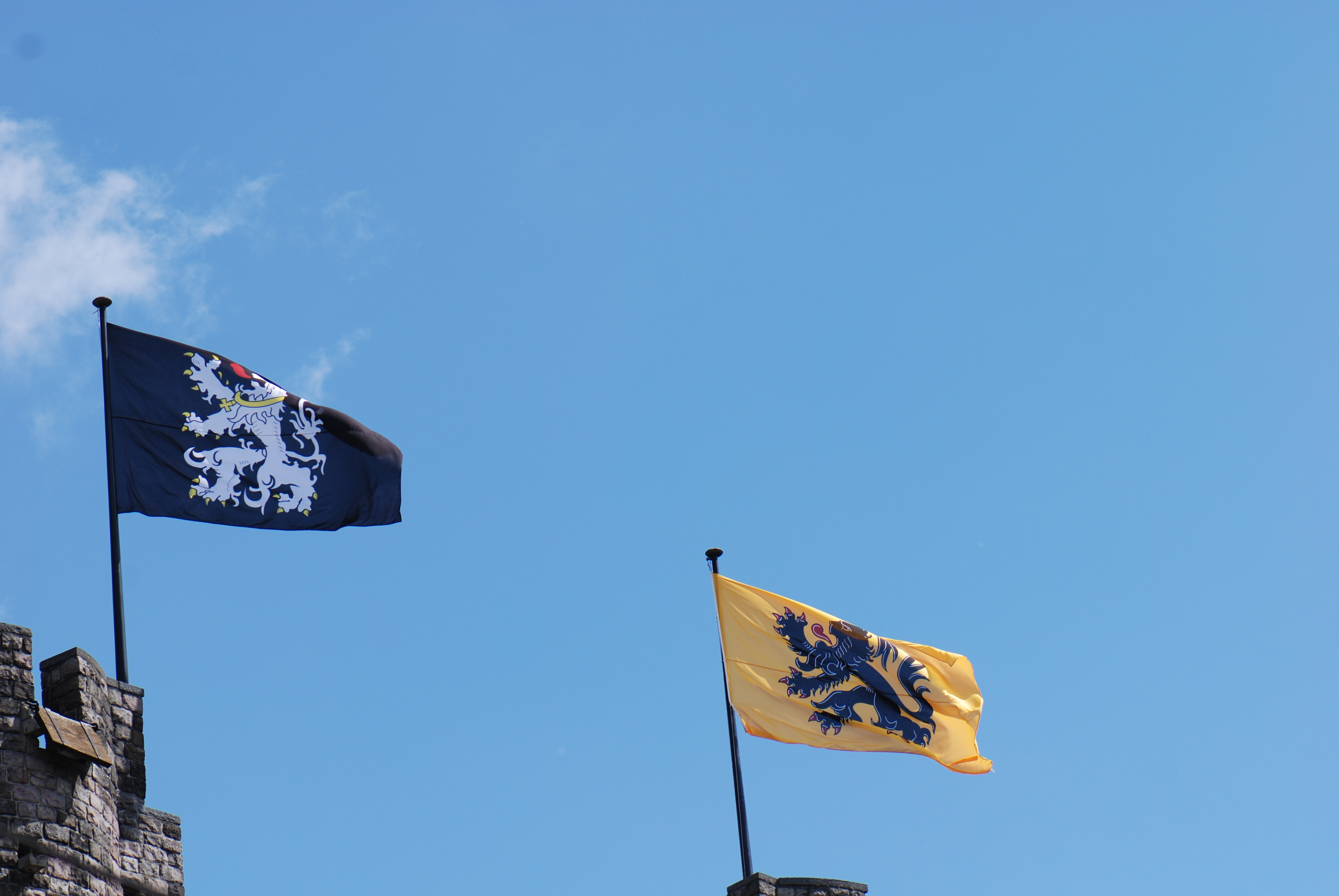
Флаг Фландрии (справа) и фламандского города Гент (слева)
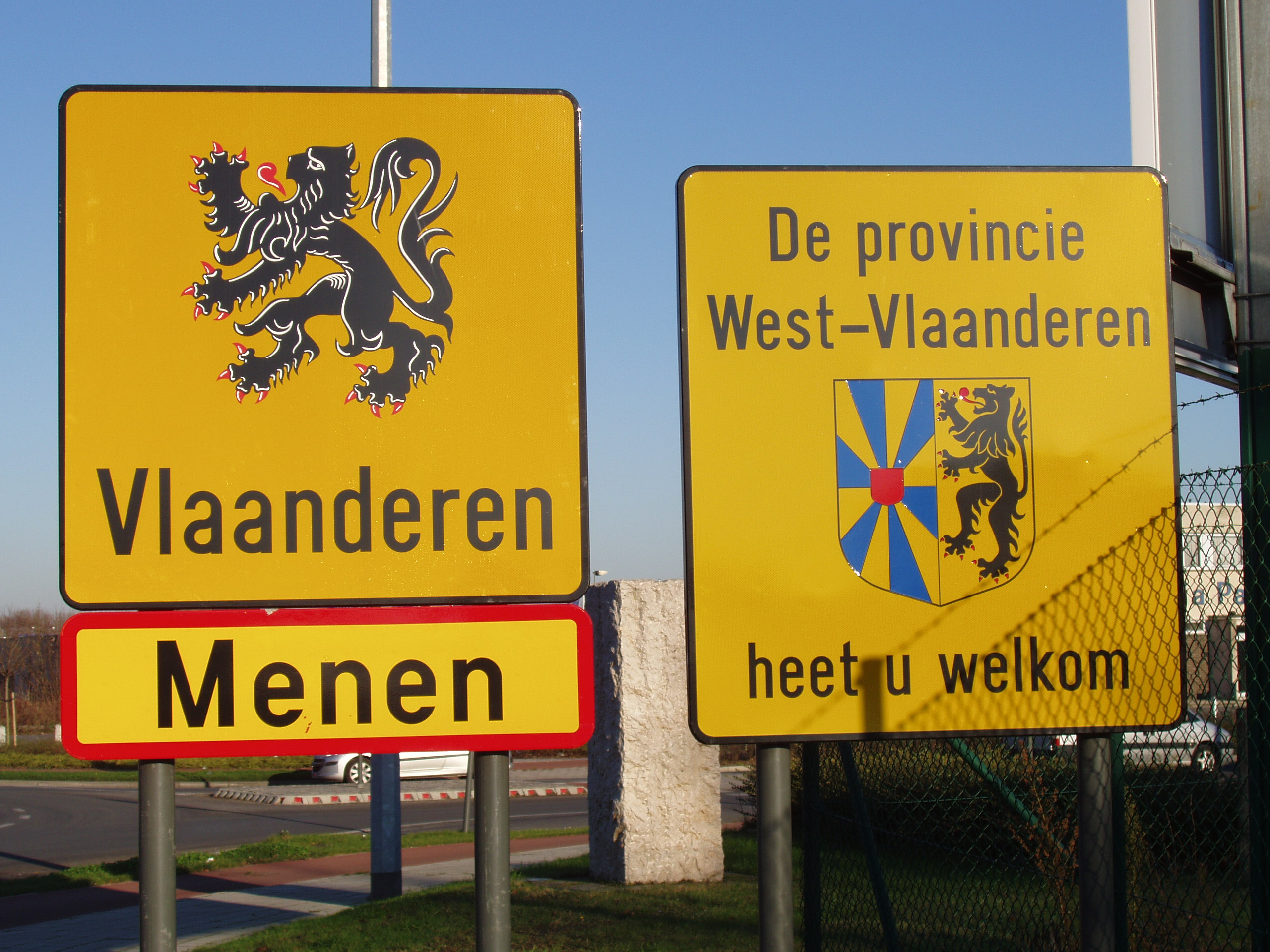
Флаг Бельгийской Фландрии, используемый на пограничном знаке в городе Менен
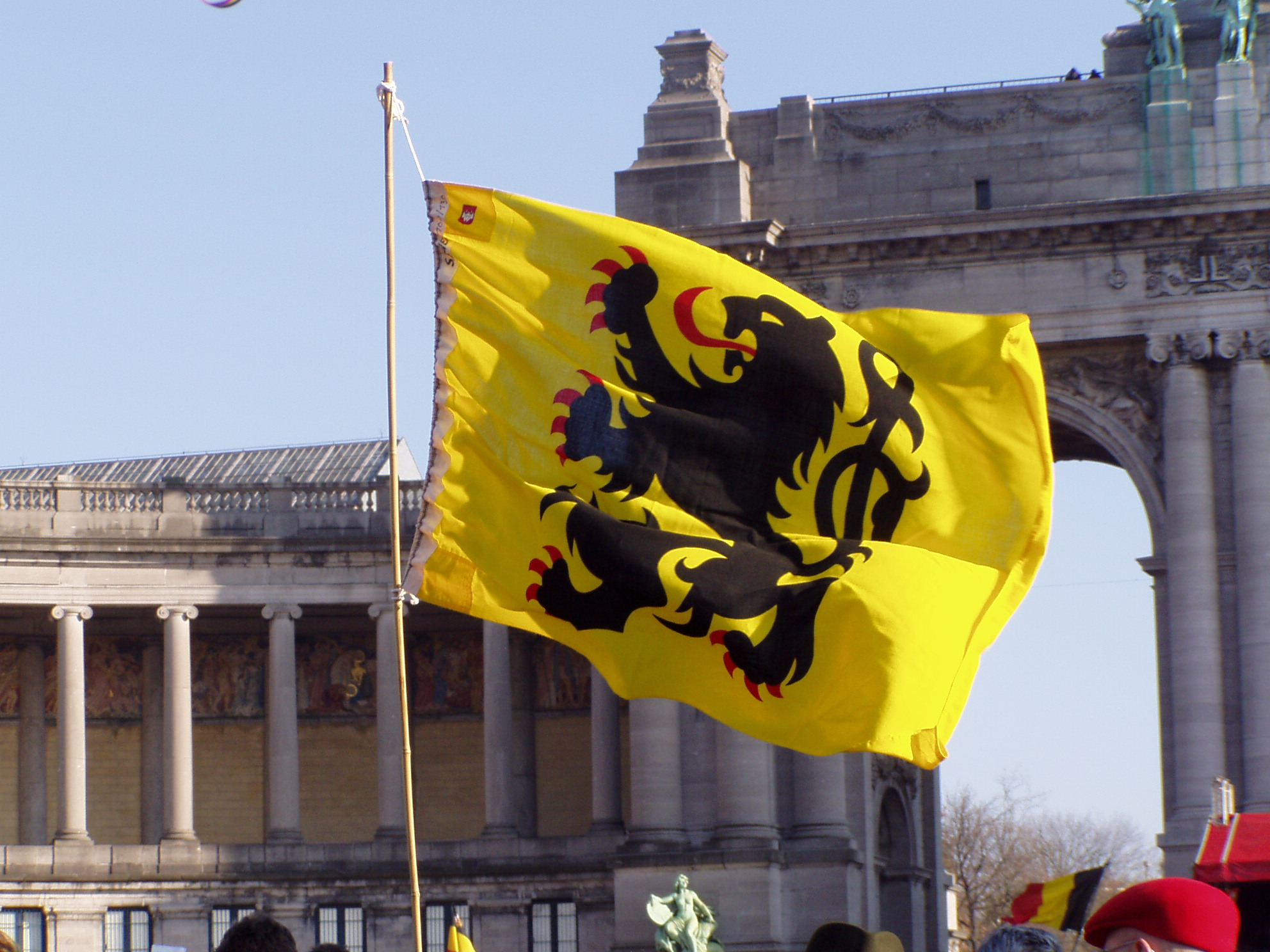
Неофициальная версия флага, поднятая на демонстрации в Брюсселе.

#### Эно
На флаге и гербе профинции Эно изображено 2 фламандских и 2 голландских льва. При князьях Бургундского дома у графства Эно был герб, похожий на фламандский, но затем, возможно, во избежание путаницы, при Филиппе I на герб, помимо фламандского льва, поместили голландского льва.
| Цвет | Белый         | Жёлтый      | Чёрный  | Красный   |
| ---- | ------------- | ----------- | ------- | --------- |
| RGB  | 255, 255, 255 | 255, 255, 0 | 0, 0, 0 | 255, 0, 0 |
| HTML | #FFFFFF       | #ffff00     | #000000 | #ff0000   |

| Цвет | Синий     |
| ---- | --------- |
| RGB  | 0, 0, 255 |
| HTML | #0000ff   |

#### Восточная Фландрия
Герб Восточной Фландрии очень близок к оригинальному фламандскому гербу. На флаге этой провинции также изображен фламандский лев, но на зелено-белом фоне, а не на желтом.

Герб
Флаг

#### Западная Фландрия
Западная Фландрия использует фламандского льва на своём гербе, но не на своём флаге.

Герб
Флаг

#### Намюр
Герб Намюра напоминает герб Фландрии. Герб до 1190 года не упоминается. Его утвердил Филипп I Благородный в 1196 году как герб графства Намюр.

Фламандский лев используется на гербах города и провинции, но на их флагах не используется.

Герб графства Намюр
Герб провинции Намюр
Малый герб города Намюр
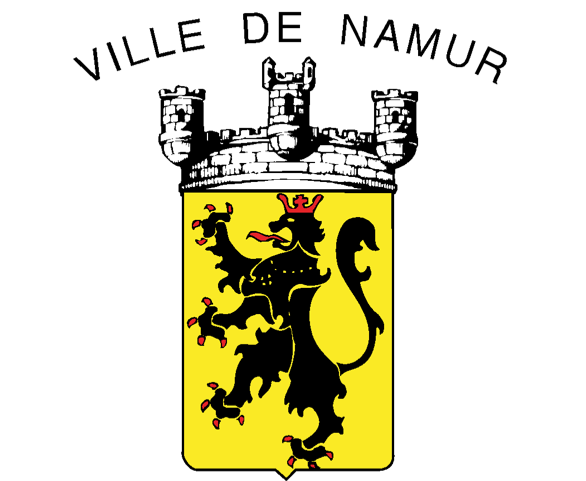
Большой герб города Намюр
Флаг провинции Намюр
Флаг города Намюр

### Французская Фландрия
Бывший северный регион Па-де-Кале и нынешний регион О-де-Франс не имеют официального флага, однако старые логотипы северного региона Па-де-Кале использовались в качестве флага перед различными заведениями.
Флаг Французской Фландрии является неофициальным. Как и на флаге Фламандского региона, на флаге Французской Фландрии изображён фламандский лев на жёлтом фоне. Одним из отличий является то, что штрихи на теле льва сделаны не белым цветом, как в Бельгии, а таким же цветом, что и фон (жёлтым).

#### Вариант 1
| Цвет | Жёлтый      | Чёрный  | Красный   |
| ---- | ----------- | ------- | --------- |
| RGB  | 255, 215, 0 | 0, 0, 0 | 255, 0, 0 |
| HTML | #ffd700     | #000000 | #ff0000   |

#### Вариант 2
| Цвет | Жёлтый      | Чёрный  | Красный     |
| ---- | ----------- | ------- | ----------- |
| RGB  | 255, 239, 0 | 0, 0, 0 | 204, 10, 34 |
| HTML | #ffef00     | #000000 | #cc0a22     |

#### Использование
Различные варианты флага Французской Фландрии часто представлены как флаг бывшего региона Нор-Па-де-Кале или его департаментов, хотя его использование по сей день является неофициальным. Эта путаница часто усиливается различными использованиями:
- Жандармерия в департаментах Нор и Па-де-Кале официально использует фламандского льва в качестве их символа, жандармы носят униформы с изображением этого льва[20].
- В 2010 году Франция выпустила серию монет по 10 евро на тему своих регионов. На одной из монет, посвященной региону Нор-Па-де-Кале, изображён флаг с фламандским львом[21][22].
- Флаг часто присутствует в коммунах рядом с муниципальным, французским и европейским флагами, так как департаменты не имеют собственных флагов.
- Некоторые избранные в региональный совет носят на официальных представлениях желто-черную перевязь с изображением льва фландрии. Её ношение не является нарушением закона, так как это не сине-бело-красная перевязь[23], но сама перевязь не имеет официального статуса[24].

Символ на униформах жандармерии
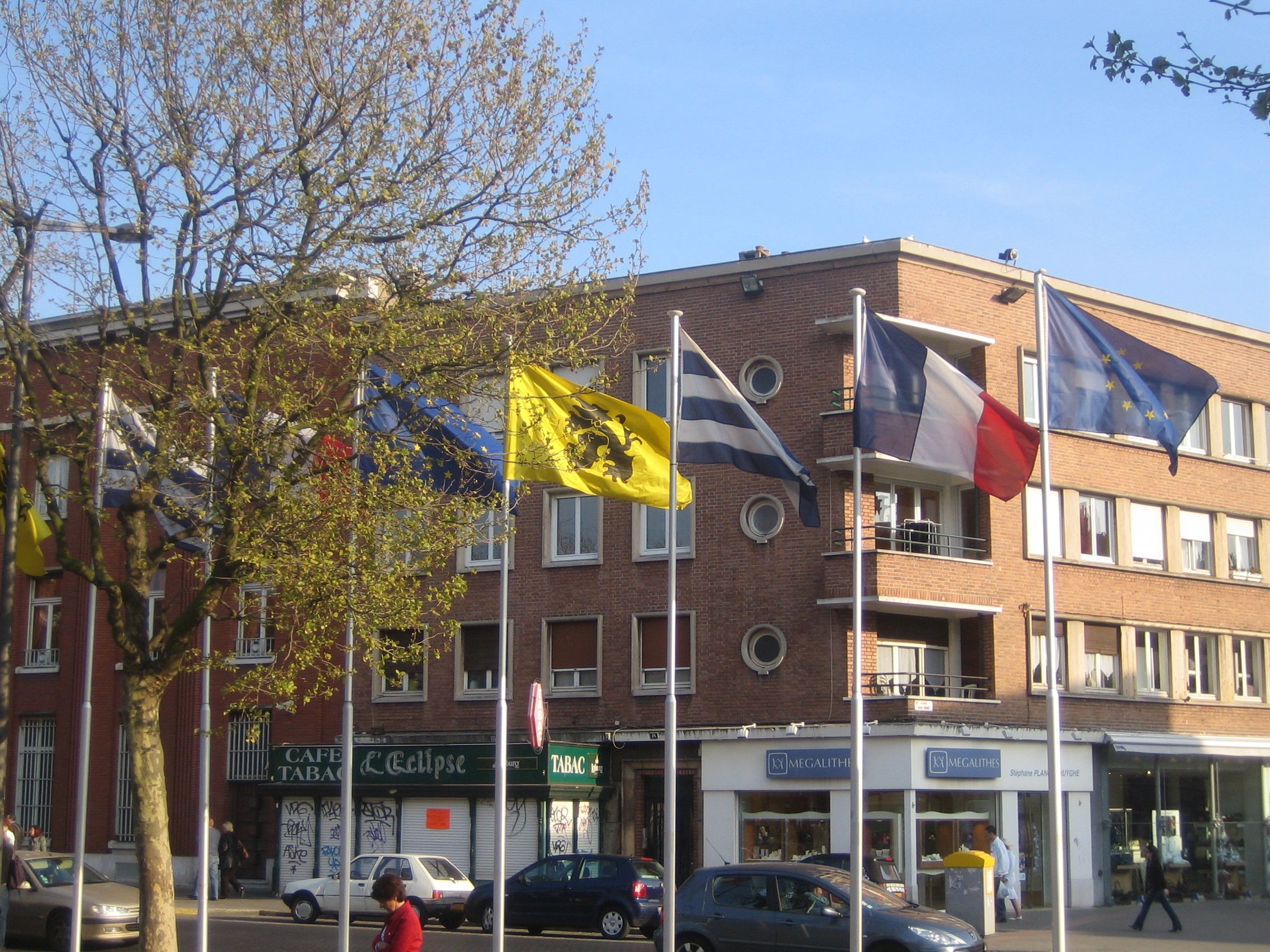
Флаг Французской Фландрии в Дюнкерке рядом с флагами Дюнкерка, Франции и Европейского Союза
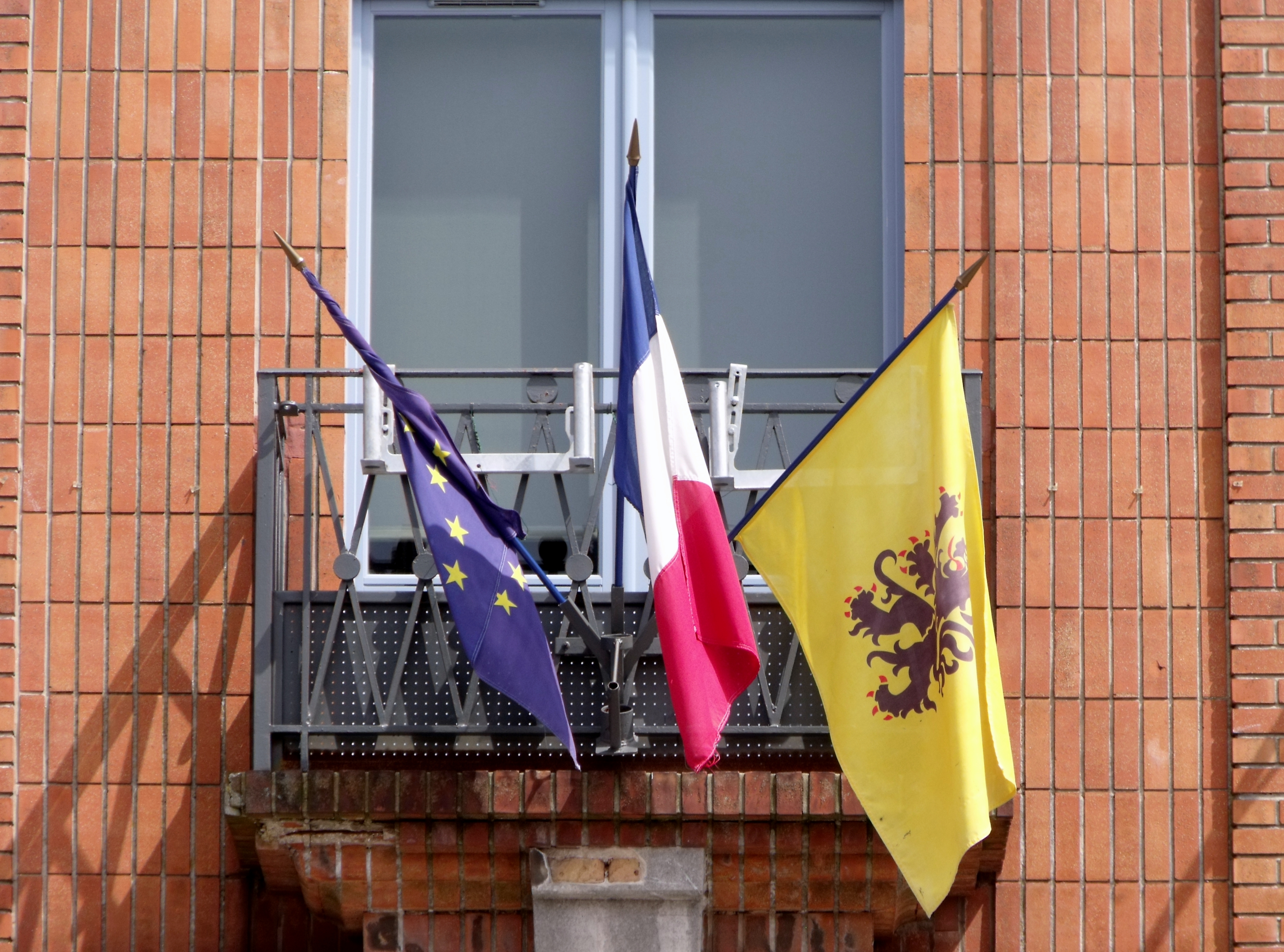
Флаг Французской Фландрии в Касселе рядом с флагами Франции и Европейского Союза

### Зеландская Фландрия
Помимо чёрного фламандского льва на жёлтом фоне, на флаге Зеландской Фландрии изображены волнистые линии, покрашенные в цвета нидерландского флага. Флаг является неофициальным.
| Цвет | Белый         | Жёлтый      | Чёрный  | Красный   |
| ---- | ------------- | ----------- | ------- | --------- |
| RGB  | 255, 255, 255 | 255, 171, 0 | 0, 0, 0 | 212, 0, 0 |
| HTML | #ffffff       | #ffab00     | #000000 | #d40000   |

| Цвет | Синий      |
| ---- | ---------- |
| RGB  | 0, 81, 190 |
| HTML | #0051be    |

### Фламандское движение
Флаг фламандского движения является неофициальным флагом, используемым политическими организациями, связанными с фламандским национализмом, и его не следует путать с официальным флагом Фламандского региона, хотя он очень популярен во Фландрии и иногда по ошибке используется вместо официального.
Фламандские националисты, которые борются за независимую Фландрию, утверждают, что это знамя «менее всего было осквернено уступками франкофонам», в то время как официальный флаг, принятый фламандским парламентом, где изображён лев с червлёными языком и когтями, воспринимается как флаг Федеральной Бельгии, в рамках которой Фландрия не достигнет полной автономии.
В августе 2019 Пуккельпоп запретил эту версию флага после нападения климатической активистки Ануны де Вевер на людей с этим флагом.

#### Вариант 1
| Цвет | Жёлтый      | Чёрный  |
| ---- | ----------- | ------- |
| RGB  | 255, 242, 0 | 0, 0, 0 |
| HTML | #fff200     | #000000 |

#### Вариант 2
| Цвет | Жёлтый      | Чёрный  |
| ---- | ----------- | ------- |
| RGB  | 255, 255, 0 | 0, 0, 0 |
| HTML | #ffff00     | #000000 |

### Фламандский легион СС
Это флаг фламандского легиона СС, а затем 27-й добровольческой пехотной дивизии СС «Лангемарк», Войска СС, состоящие из бельгийских нидерландоязычных добровольцев.
| Цвет | Жёлтый       | Чёрный  |
| ---- | ------------ | ------- |
| RGB  | 255, 213, 43 | 0, 0, 0 |
| HTML | #ffd52b      | #000000 |